# Raj Bagri, Baron Bagri
Raj Kumar Bagri, Baron Bagri, CBE (* 24. August 1930 in Kalkutta, Britisch-Indien; † 26. April 2017 in London) war ein britischer Politiker (Konservative Partei) und Unternehmer.

## Karriere
Bagri entstammt einer indischen Familie  der Mittelklasse. Sein Vater starb, als Bagri drei Jahre alt war. Er verließ die Schule mit 15 Jahren und begann eine Ausbildung bei Metal Distrubutors, einer in Calcutta ansässigen Metallhandelsgesellschaft. Er war dort als Lagerarbeiter und im Archiv tätig. Im Alter von 19 Jahren wurde er dort Angestellter in der Verkaufsabteilung. In den 1950er Jahren reiste Bagri im Auftrag von Metal Distrubutors mehrfach nach London, um Geschäftskontakte mit britischen Firmen aufzubauen. 1959 eröffnete Bagri ein eigenes Büro von Metal Distributors in London. In der Folgezeit agierte seine Firma hauptsächlich als Bindeglied zwischen Firmen in Großbritannien und Schmelzfabriken in Indien.
Bagri gründete 1970 die Metdist Group und war deren Vorsitzender (Chairman). Bagri war von 1993 bis 2002 Vorsitzender (Chairman) der Londoner Metallbörse (The London Metal Exchange Ltd). Zuvor war er dort von 1983 bis 2002 Direktor (Director) und von 1990 bis 1993 stellvertretender Vorsitzender (Vice-Chair) gewesen. Von 2003 bis 2006 war er dort Ehrenpräsident (Honorary President).
1995 wurde er zum Commander des Order of the British Empire ernannt. Er war Mitglied im Beirat (Advisory Committee) des The Prince's Trust und gehörte von 1997 bis 2007 dem Vorstand (Governing Body) der School of Oriental and African Studies (SOAS) an der University of London an. Darüber hinaus war er Vorsitzender der Bagri-Stiftung. Bagri war auch Mitglied des Courts der City University, Vorsitzender des Treuhandrates der Rajiv Gandhi Foundation in Großbritannien und Mitglied des Treuhandrates der Non-Profit-Organisation Sangam Association of Asian Women.
Er wurde 1999 mit der Ehrendoktorwürde als Doktor der Naturwissenschaften (Doctor of Science) der City University und 2000 von der University of Nottingham ausgezeichnet. 2004 wurde er Honorable Fellow der London Business School.
Bagri war seit 1954 mit Usha Maheshwary verheiratet und hat einen Sohn und eine Tochter.

## Mitgliedschaft im House of Lords
In der New Year's Honours List von 1997 wurde seine Erhebung in den Adelsstand angekündigt. Im selben Jahr wurde er zum Life Peer als Baron Bagri, of Regent’s Park in the City of Westminster, ernannt. Seine Antrittsrede im Oberhaus hielt er am 23. November 1999. Zuletzt meldete er sich am 21. März 2000 zu Wort.
Er stimmte mehrfach entgegen seiner Partei. Zuletzt war er am 25. Januar 2010 bei einer Abstimmung anwesend. Er beendete am 6. Juli 2010 seine Mitgliedschaft im House of Lords, um sich der Besteuerung seines Vermögens innerhalb Großbritanniens zu entziehen.